# Могильнянская битва
Би́тва у Моги́льно — сюжет из легендарного сказания о Палемоновичах, включенного в белорусско-литовские летописи и рассказывающего о битве князя Рингольда с коалицией русских князей и татар.

## Сведения о битве
Сюжет о битве находится в легендарной части летописей и хроник. Легенда начинается с сообщения как 500 семей римской знати времён императора Нерона прибыли в Литву морем. По этой легенде в 1284 году у деревни Могильно на реке Неман происходит сражение между войсками литовского князя Рингольда, на стороне которого выступила «литва», «жомойть» и «своя русь», с коалицией князей Святослава Киевского, Льва Владимирского и Дмитрия Друцкого при поддержке татар. Согласно легенде, битва шла с утра до ночи, и коалиция русских князей и татар потеряла 40 тысяч убитыми и 1 тысячу пленными, в то время как потери Рингольда составляли 700 убитыми и 200 ранеными. Русские князья, якобы участвовавшие в этой битве, являются легендарными, так как их существование не подтверждается другими источниками.
По мнению Вячеслава Носевича, битва могла иметь место во время совместного галицко-волынского и ордынского похода на Литву зимой 1274—1275 годов.
Хроника Быховца описывает битву так:

…И сговорились между собой князья русские начать борьбу против великого князя Рынгольта, намереваясь согнать его со своих отчин, русских городов, прежде всего Святослав Киевский и Лев Владимирский, и Дмитрий Друцкий. И собравшись все трое со своими полками, пошли против великого князя Рынгольта. И взяли те князья русские на помощь себе от царя Заволжского несколько тысяч татар. И князь великий Рынгольт встретил их на реке Немане у Могильно и был с ними бой лютый, и бились между собой очень крепко, начав рано утром и до самого вечера. И помог бог великому князю Рынгольту, который разгромил князей русских и всю силу их и орду татарскую наголову, и сам, одержав победу, с большим веселием, добыв золото и серебро и много сокровищ, возвратился восвояси и жил много лет в Новогрудке и умер, а после себя оставил на Новогрудском княжении своего сына Миндовга.

В работах польского хрониста XVI века Матея Стрыйковского «О началах, истоках, достоинствах, делах рыцарских и внутренних славного народа литовского, жмудского и русского, доселе никогда никем не исследованная и не описанная, по вдохновению божьему и опыту собственному» и «Хронике польской, литовской, жмудской и всей Руси» также содержатся легендарные данные, основанные на летописях. Однако местами есть разница: более у «Начал» и менее у «Хроники». По мнению Н. Н. Улащика, в «Началах» Стрыйковский больше фантазировал, а в «Хронике» более следовал летописям, которые тоже были достаточно фантастическими.
Согласно варианту легенды, против коалиции русских и татар выступал один новогрудский князь Рингольд. В Хронике Литовской и Жмойтской говорится, что великий князь литовский, жемайтский и новогрудский пришёл к Могильно «зобравши литву и жомойть, а также и русь свою». Иначе написано в «Началах» Стрыйковского: Рингольд выступил с «вымуштрованным рыцарством Литвы и Жмуди». Жемайты шли впереди, литовцы с правой стороны, а новогрудцы — в центре. А сразу после битвы Рингольд двинулся против немцев. Почти тоже самое Стрыйковский пишет и в «Хронике».
Первым исследователем, изучившим легенду о Палемоновичах по летописям, а не в передаче Стрыйковского, являлся Теодор Нарбут. Это произошло после обнаружения Хроники Быховца. Он был уверен в достоверности легенды, и по его расчётам битва у Могильно произошла в 1235 году, а союзниками русских князей были не татары, а половцы.

## Комментарии
1. ↑  Известны шесть летописей, содержащих легенду — Археологического общества, Красинского, Рачинского, Ольшевская, Румянцевская, Евреиновская, все являющиеся различными редакциями и списками Хроники Великого княжества Литовского и Жомойтского и две хроники — хроника Быховца и Хроника литовская и жмойтская, являющаяся компиляцией XVII века (Улащик, 1985, с. 130)